# Ħamrun
Ħamrun (forma estesa maltese Il-Ħamrun, in italiano storico anche Casale San Giuseppe, talvolta Amrun) è una città nella parte retrostante la zona portuale di Malta con una popolazione di 9 513 abitanti. Gli abitanti sono generalmente conosciuti come Tas-Sikkina (letteralmente "del coltello"). I patroni di Ħamrun sono San Gaetano e l'Immacolata Concezione. Ci sono due parrocchie, quella più grande di San Gaetano, che accoglie il 60% della popolazione di Ħamrun, e quella dell'Immacolata Concezione, fondata nel 1968.

## Storia
I primi resti storici trovati ad Ħamrun risalgono al periodo punico.
Quando Malta era governata dai Cavalieri Ospitalieri ufficiali, cavalieri e nobili utilizzavano quest'area per la caccia. Una collina nell'area chiamata Tas-Samra ebbe un ruolo rilevante durante la ribellione contro l'occupazione francese.

## Aspetti interessanti
La strada di San Giuseppe è la strada più importante di Ħamrun e richiama il nome originario della città, Casale San Giuseppe. Oggi questa strada è una delle più importanti zone commerciali di Malta.
La città è oggi sede del Politecnico di Malta e, pur non presentando grandi attrattive turistiche, mantiene un certo fascino legato alle sue attività artigianali e ai caratteristici balconi coperti, presenti in molte abitazioni.
A Ħamrun e nelle sue vicinanze sono presenti circa 15 scuole di ogni ordine e grado.
Di un certo interesse è inoltre la Chiesa di San Gaetano, edificata tra il 1869 e il 1875.

## Architetture religiose

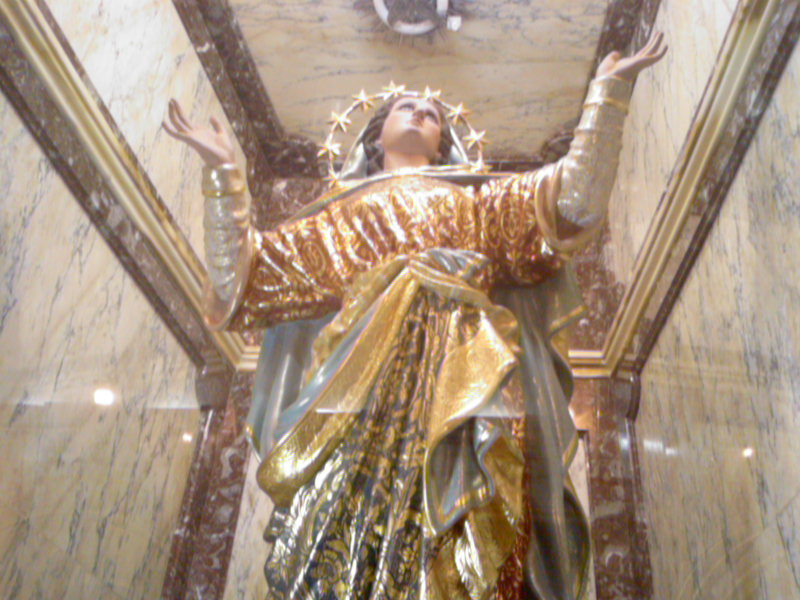
Statua di Santa Maria - Chiesa della Madonna di Atocia

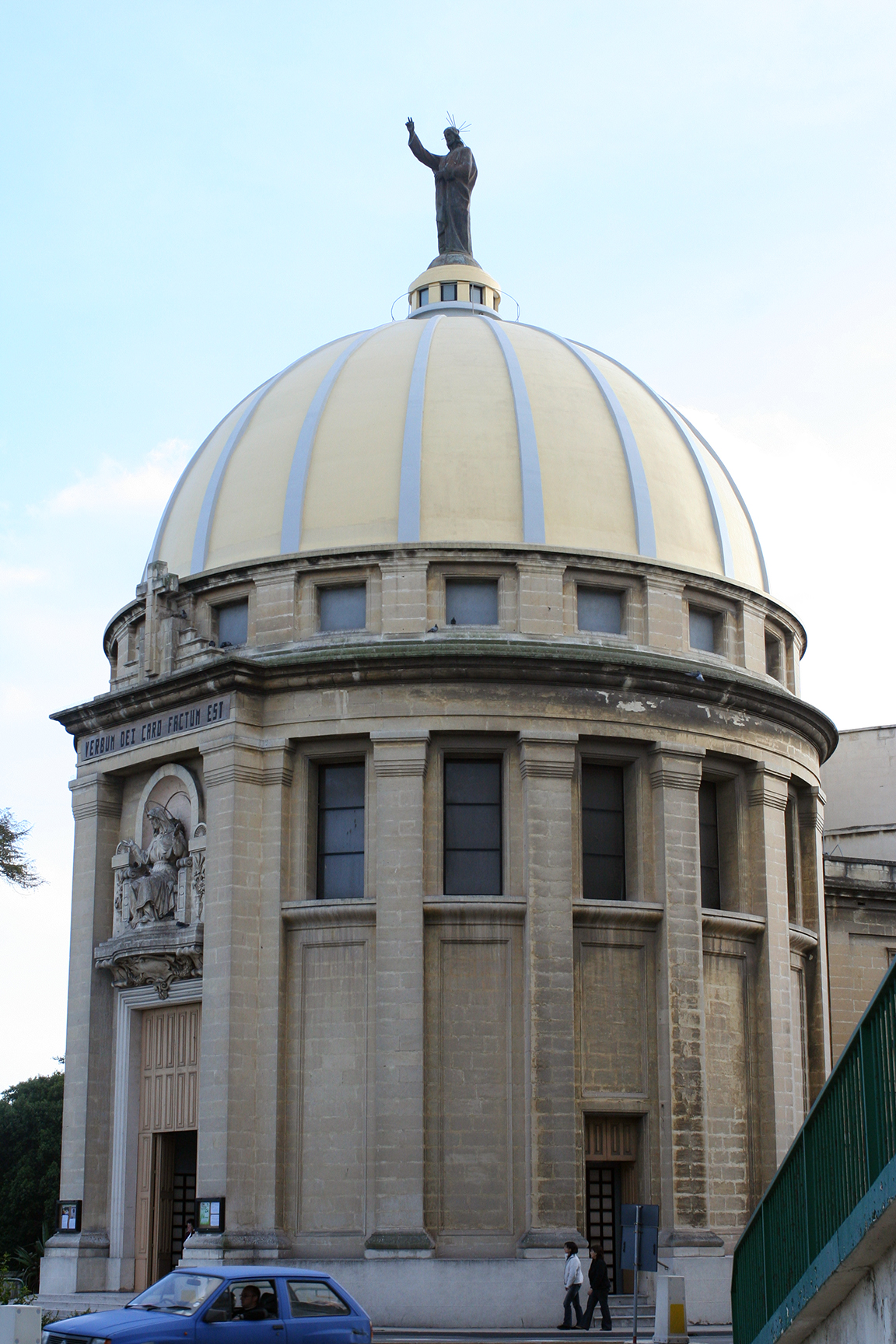
Chiesa della Madonna della Medaglia Miracolosa

- La chiesa della Madonna di Atocia è il luogo di culto più antico di Ħamrun. Fu costruita nei primi anni del XVII secolo da un commerciante che comprò un quadro della Madonna di Atocha in Spagna, portandolo a Malta. La gente di Hamrun si riferisce ad essa comeTas-Samra.[2]

- La chiesa della Madonna della Medaglia Miracolosa è la sede principale della Società della dottrina cristiana fondata da San Giorgio Preca, oggi sepolto nella cripta della chiesa. Il martedì della passione, una processione in onore del Cristo Redentore si svolge sulla Strada San Giuseppe. La processione parte dai pressi della chiesa della Madonna della Medaglia Miracolosa e termina quando la statua di Gesù Cristo è dentro al Santuario di San Gaetano.
- La  cappella di Porto Salvo  è stata costruita nel 1736 ed è stata concepita come una cappella del villaggio. È stata costruita in stile barocco. Oggi la cappella è utilizzata principalmente per l'adorazione perpetua del Santissimo Sacramento. La gente del luogo chiama la cappella Ta' Santu Nuzzo.
- La chiesa parrocchiale dell'Immacolata Concezione fu costruita nel 1960 per soddisfare l'elevato numero di fedeli di Hamrun. Dal punto di vista architettonico la chiesa ha uno stile molto semplice e pulito. Nel 1973 divenne la prima parrocchia a ricevere il Cammino neocatecumenale, da dove si diffuse in altre 26 parrocchie delle isole maltesi. Il Cammino neocatecumenale è presente anche nella Parrocchia di San Gaetano. Insieme, queste due parrocchie hanno 13 comunità con circa 450 fedeli.
- La Chiesa di San Francesco d'Assisi fu costruita nel 1950 dal francescano comunitario per far fronte alla comunità locale.
- La chiesa parrocchiale di San Gaetano fu costruita nella seconda metà del XIX secolo. In origine era destinata a prendere il nome del proprio casale, quindi quello di San Giuseppe. Tuttavia il vescovo Gaetano Pace Forno volle dedicare la chiesa al Santo che portava il suo nome, San Gaetano. La chiesa è costruita in stile neogotico. Il soffitto è stato dipinto da Emvin Cremona. La statua di San Gaetano è stata fatta da Carlo Darmanin. Il quadro sull'altare di San Giuseppe è stato dipinto da Giuseppe Cali. Inoltre, il Santuario custodisce il quadro di San Gaetano, dipinto da Pietro Gagliardi nel 1882 che ha dipinto anche il quadro dell'altare di Santa Maria Addolorata.[3]

## Feste
I santi patroni di Ħamrun sono San Gaetano, l'Immacolata Concezione e san Giuseppe. La festa di san Gaetano si celebra la prima domenica successiva al 7 agosto mentre la festa dell'Immacolata Concezione si celebra la prima domenica di luglio.
Ci sono 2 bande musicali ad Ħamrun: quella di San Gaetano (Tat-Tamal) e quella di San Giuseppe (Tal-Miskina) tra le quali c'è grande rivalità e alle quali sono associati diversi colori, rosso per la Banda di San Gaetano e azzurro per la Banda di San Giuseppe. Durante le feste, i sostenitori delle due bande marciano con loro vestiti con abiti, bandane e bandiere del colore della loro società, mentre gli appassionati lanciano stelle filanti e coriandoli dai balconi e tetti.
In serata, le associazioni bandistiche locali suonano in uno stand adiacente alla chiesa parrocchiale e gli abitanti del posto camminano lungo la strada principale sotto le luci colorate e striscioni. La sera il corteo lascia la chiesa e si snoda intorno alla città. e la festa si conclude con una spettacolare corsa (Girja) su per le scale della chiesa parrocchiale con la statua del patrono, con la pista di solito accompagnata da fuochi d'artificio altrettanto spettacolari.
Oltre alla festa di San Gaetano, Ħamrun celebra la festa dell'Immacolata Concezione, sia la prima domenica di luglio e l'8 dicembre con grande fervore e di gioia, ma si tratta di una festa molto diversa da quella di San Gaetano. Piuttosto che concentrarsi sul lato esterno più energico e vivace della festa, è una festa molto più raccolta.

## Sport

### Calcio
La squadra principale della città è l'Ħamrun Spartans, che nella sua storia ha vinto 7 volte il campionato maltese.

## Galleria d'immagini

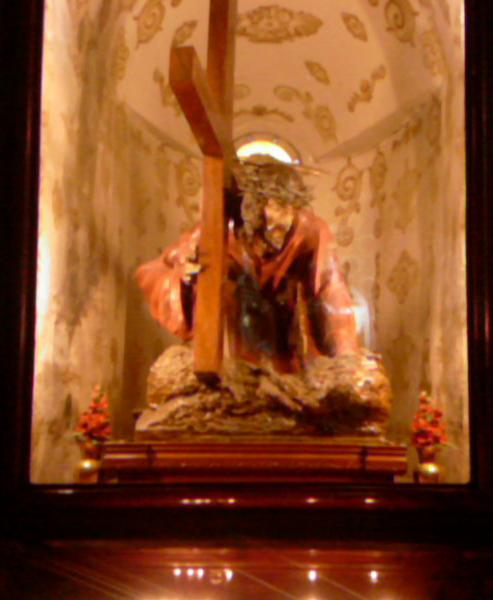
Gesù Redentore,  Santuario San Gaetano
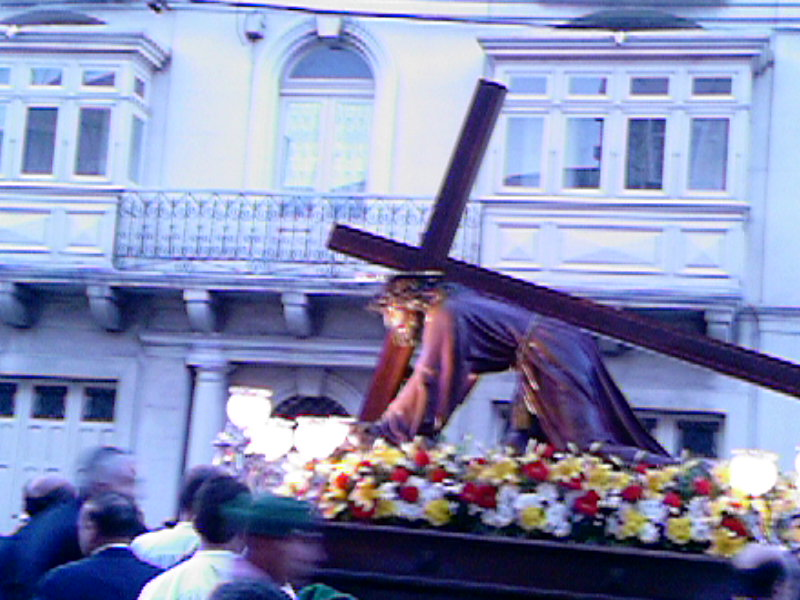
Processione con la statua miracolosa di Gesù Redentore
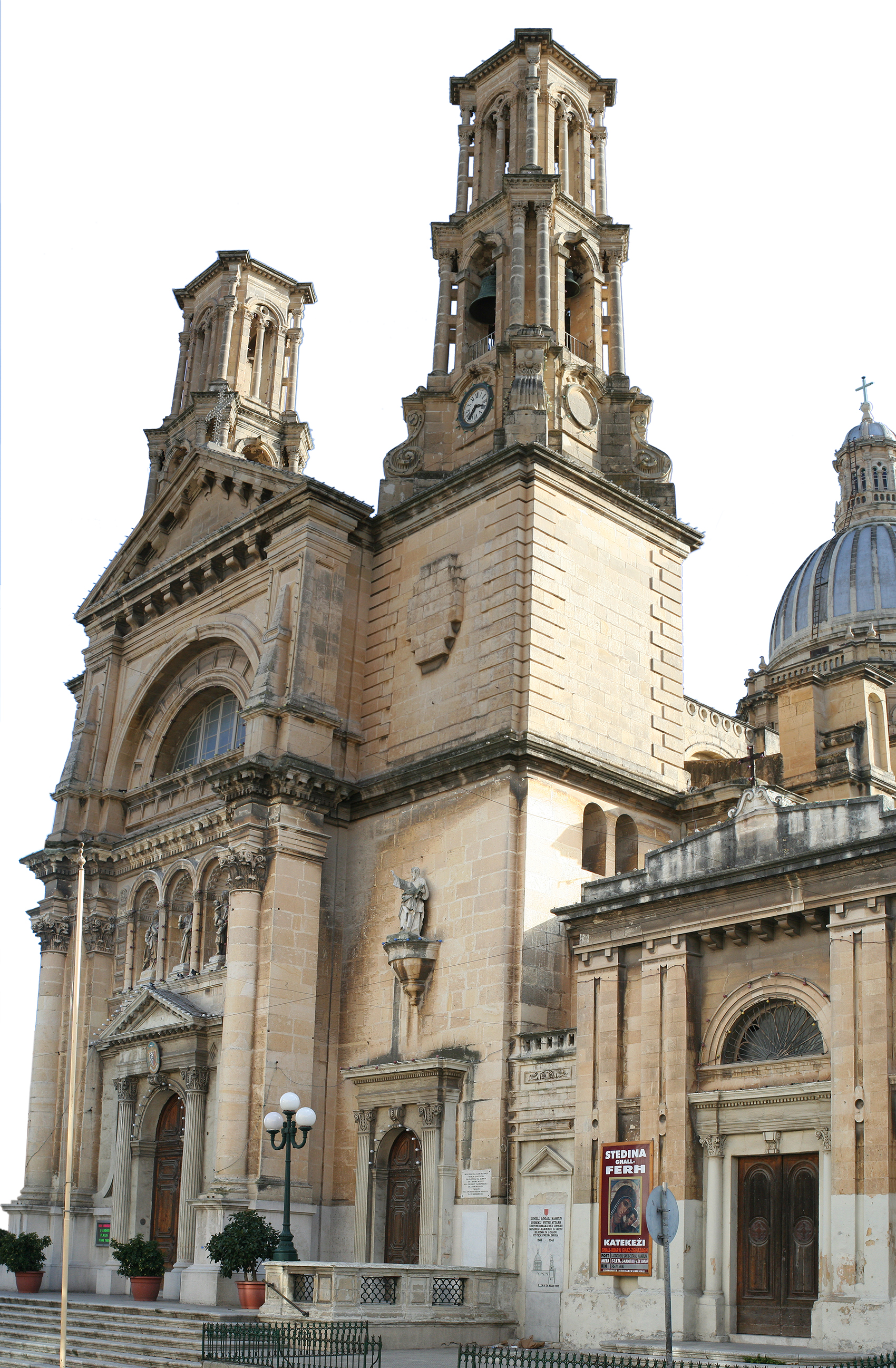
Chiesa San Gaetano
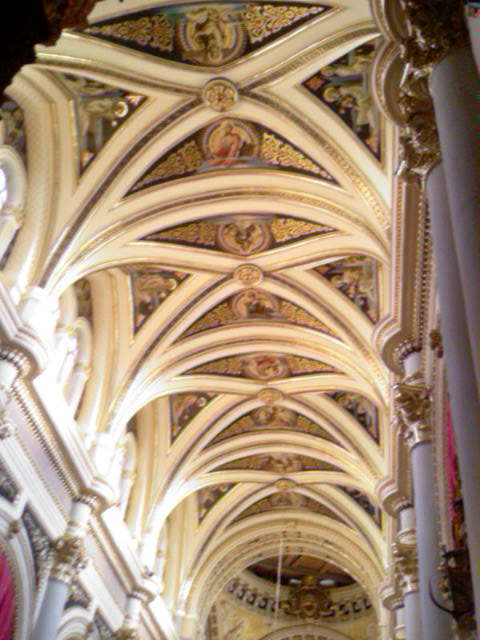
Soffitto del Santuario
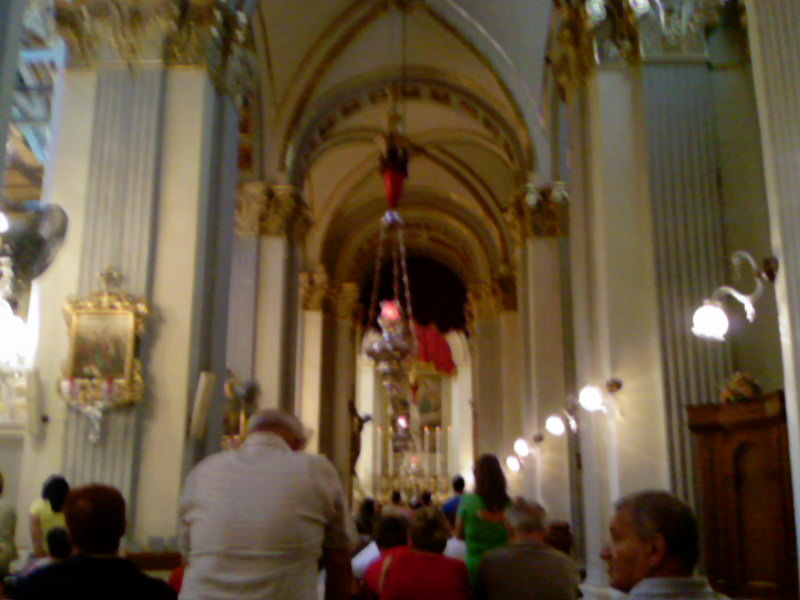
Chiesa San Gaetano
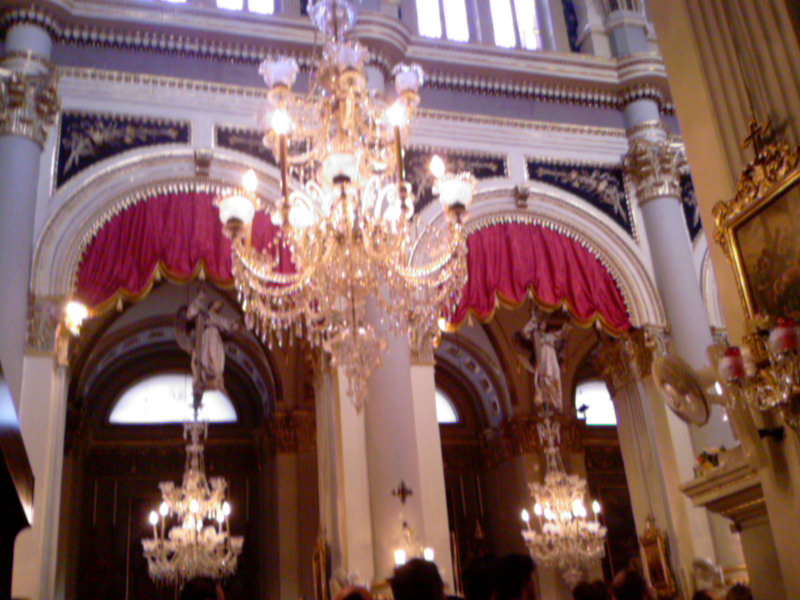
Chiesa San Gaetano
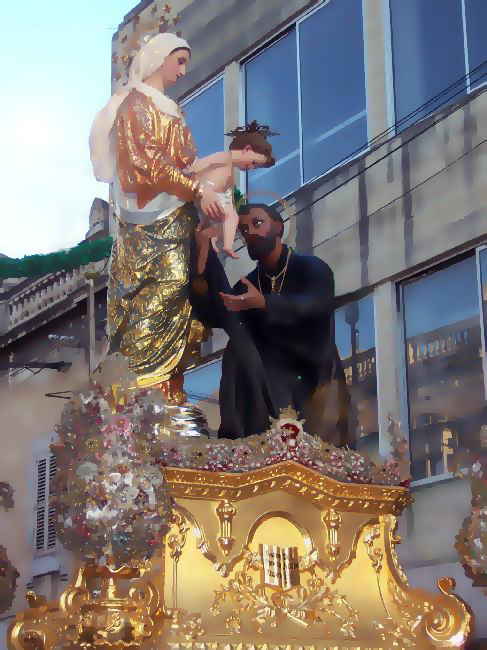
Processione con la Statua di San Gaetano
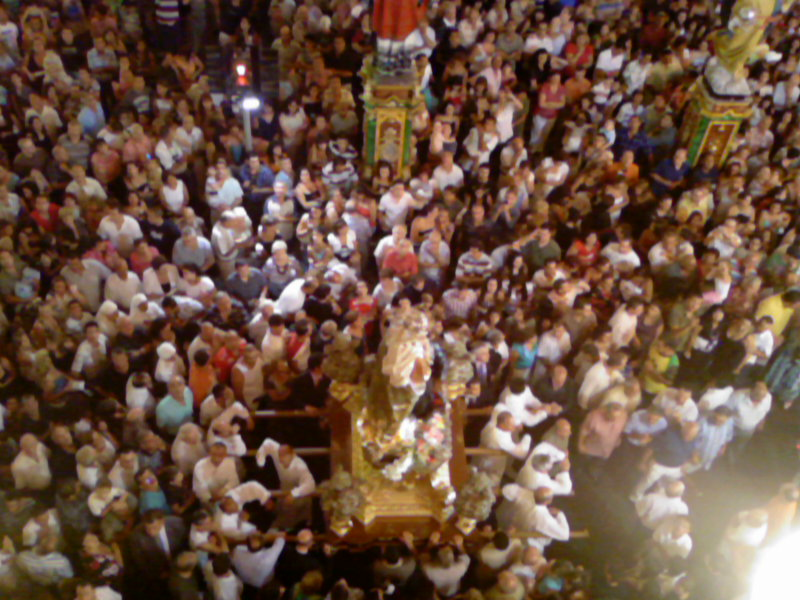
Processione vista dall'alto
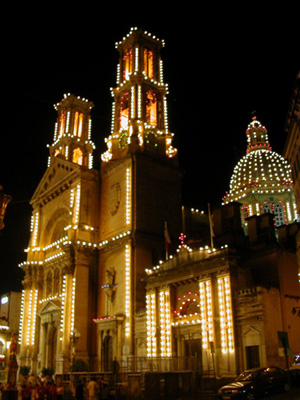
Santuario durante la Festa di San Gaetano